# Pobeda (Kamennomostski)
|  | Per a altres significats, vegeu «Pobeda». |

Pobeda - Победа (rus) és un possiólok de la República d'Adiguèsia, a Rússia. Es troba a 27 km al sud-est de Tulski i a 39 km al sud-est de Maikop, la capital de la república.
Pertany al municipi de Kamennomostski.